# Afélio
Afélio (do latim "aphelium", derivado do latim "apos", que quer dizer longínquo), é o ponto da órbita em que um planeta ou um corpo menor do sistema solar está mais afastado do Sol. Quando se trata de um objeto que orbita uma estrela que não é o Sol, esse ponto é denominado apoastro. As órbitas de todos os planetas são sempre elípticas, tendo sempre um ponto mais afastado (afélio) e um ponto mais próximo (periélio). A distância entre a Terra e o Sol no afélio é de aproximadamente 152,1 milhões de quilômetros. Quando um astro se encontra no afélio, ele tem a menor velocidade de translação de toda a sua órbita. O planeta Terra passa no afélio por volta do dia 4 de julho de cada ano.

## Afélios no Sistema Solar
Afélios
- Afélios (em vermelho) e Periélios (em verde) dos quatro planetas interiores.
- Afélios (em vermelho) e Periélios (em verde) dos quatro planetas externos.